# Trymalium spatulatum
Trymalium spatulatum là một loài thực vật có hoa trong họ Táo. Loài này được (Labill.) Ostenf. miêu tả khoa học đầu tiên năm 1921.